# Bernhard Kahn (Kaufmann)

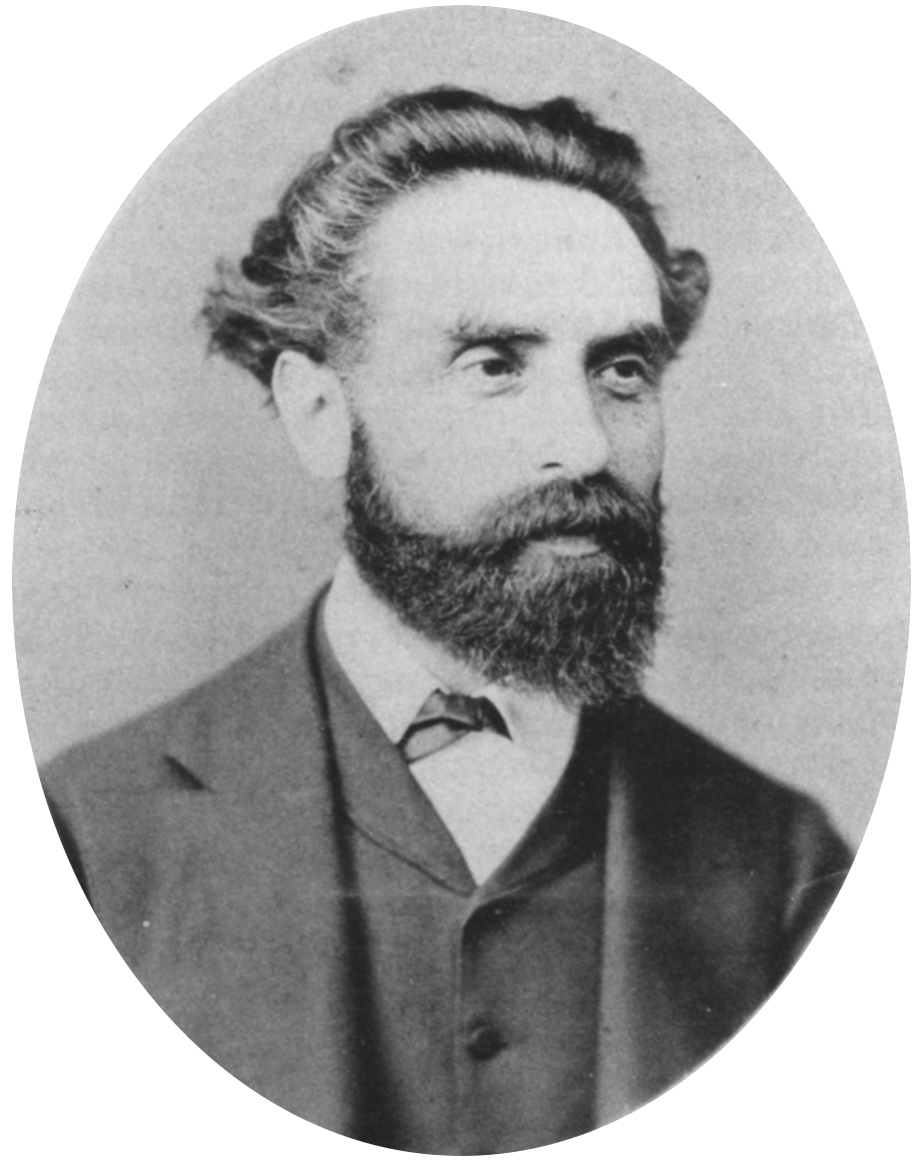
Bernhard Kahn

Bernhard Kahn, mitunter auch Benedikt Kahn genannt, (23. Mai 1827 in Stebbach – 8. März 1905 in Heidelberg) war ein deutscher Kaufmann, Unternehmer, Bankier und Kommunalpolitiker in Mannheim.

## Leben
Bernhard Kahn war einer von fünf Söhnen des Michael Kahn und der Franziska Kahn geb. Bär aus Stebbach. Die Eltern hatten 1851 das Bürgerrecht von Mannheim erworben und waren 1854 dorthin übersiedelt. Sie betrieben Handel, Veredelung und Weiterverarbeitung von Bettfedern.
Bernhard Kahn wuchs in einem wohlhabenden und gebildeten Umfeld auf und wurde zum Kaufmann ausgebildet. Während der 1848er Revolution betätigte er sich als politischer Agitator im Raum Stebbach und musste nach dem Einsetzen der Restauration über die Schweiz in die USA flüchten, wo er 1854 die US-amerikanische Staatsbürgerschaft erwarb. Nach der Amnestie kehrte er 1857 zurück und erhielt am 5. September 1860 die Anerkennung als Bürger von Mannheim, wo er als Teilhaber in das väterliche Unternehmen eintrat und dieses mit seinen in den USA angebahnten Geschäftskontakten zu einem Aufschwung führte. 
Mit seinen beiden Brüdern Emil und Hermann führte er nach dem Tod des Vaters 1861 zunächst die Bettfedernfabrik unter der Firma M. Kahn Söhne fort. Die Brüder überließen das Unternehmen dann jedoch rasch der bisherigen Teilhaberfamilie Straus und begründeten am 12. August 1867 das Bankgeschäft M. Kahn Söhne im Haus Theaterstraße 5 (D2, 11) in Mannheim, das 1873 in eine Aktiengesellschaft umgewandelt wurde. 1871 war er an der Gründung der Rheinischen Hypothekenbank beteiligt und am 4. April 1873 an der Gründung der Deutschen Unionbank, in der er mit seinem Bruder Emil Kahn den Vorstand übernahm; 1896 fusionierte diese Bank mit der Ludwigshafener Pfälzischen Bank.
26 Jahre lang war er Mitglied des Stadtrats von Mannheim. Er wirkte außerdem bei verschiedenen gemeinnützigen Projekten mit. Ab 1900 hatte er seinen Altersruhesitz in der Villa Lassig, Schloß-Wolfsbrunnenweg 22 in Heidelberg.
Nach dem Tod von Bernhard Kahn stiftete seine Witwe Emma 60.000 Mark für den Bau einer Volkslesehalle zu seinem Andenken in Mannheim-Neckarstadt-West an der Mittelstraße, die zunächst vom Volksbildungsverein und später von der Stadt Mannheim betrieben wurde. Die Einrichtung wurde von ihrer Schwester Bertha Hirsch unterstützt. Noch heute existiert die Bernhard-Kahn-Bibliothek an gleicher Stelle; sie feierte 2006 ihr 100-jähriges Jubiläum.

## Familie
Bernhard Kahn war verheiratet mit Emma Eberstadt (* 29. Oktober 1840 in Worms; † 25. Juni 1906 in Heidelberg), der Tochter des von Worms nach Mannheim verzogenen Ferdinand Eberstadt und seiner Ehefrau Sara. Mit ihr hatte er acht überlebende Kinder:
- Franz Kahn (1861–1904 Straßburg), Jurist
- Clara Kahn (1863–1922 Berlin), verheiratet mit Paul Jonas (Syndikus der AEG)
- Robert Kahn (1865–1951 Biddenden, Großbritannien), Komponist
- Otto Hermann Kahn (1867–1934 New York), Bankier und Teilhaber des Bankhauses Kuhn, Loeb & Co.
- Elisabeth, genannt Lili Kahn (1869–1940 in Ostende verschollen), verheiratet mit Felix Deutsch (Mitbegründer der AEG)
- Paul Kahn (1870–1947 Athen), Privatsekretär von Gerhart Hauptmann, später Direktor der AEG-Niederlassung Athen
- Felix Kahn (1873–1950 New York), Privatier
- Hedwig Kahn (1876–nach 1950 London), verheiratete Meyer, später Pollack in Großbritannien